# João Cabeleira
João Manuel Pereira Figueiredo Cabeleira ComM • ComL, conhecido como João Cabeleira (14 de agosto de 1962), é um guitarrista português, membro da banda Xutos & Pontapés desde 1983, quando veio substituir Francis (até então, guitarrista de solo da banda).

## Carreira
Antes de ser guitarrista dos Xutos, era guitarrista dos Vodka Laranja, banda da qual foi fundador em 1979.
Existem filmagens de concertos no clube Rock Rendez-Vous, recentemente editadas em DVD, em que assistia a um concerto da sua futura banda (Xutos) ainda antes de surgir a oportunidade de tocar com eles.
É o único elemento da banda que não participa vocalmente nos espectáculos (nem mesmo em segundas vozes), e apenas por uma vez ocupou o lugar central do palco para interpretar a música "Dantes", no concerto dos 15 anos dos Xutos no Coliseu de Lisboa, ao lado de 2 músicos que na altura faziam parte do line-up dos Delfins (Rui Fadigas, no baixo, e Jorge Quadros, na bateria, fazendo um excepcional uso de pedal duplo, que não existia nem nos Delfins, nem nos Xutos; Rui Fadigas também se rendeu a um baixo mais técnico e sentido do que aquele que nos habituámos a ouvir em ambas as bandas). Esta foi uma das actuações mais memoráveis dos Xutos & Pontapés (mesmo que não estivessem presentes na íntegra).
A 9 de junho de 2004, foi agraciado pelo Presidente Jorge Sampaio, juntamente com os restantes membros dos Xutos & Pontapés, com o grau de Comendador da Ordem do Mérito.
Em 2008 João Cabeleira recebeu uma estrela no Muro da Fama - Nirvana Studios. 
Algumas das suas influências que se manifestam na sua técnica exímia de tocar guitarra são  dos Pink Floyd e Jimi Hendrix.
Em 2019, contribuiu para a canção "Rapazes da Praia", hino do centenário do Clube de Futebol "Os Belenenses", clube do qual é adepto.
A 27 de setembro de 2024, foi agraciado com o grau de Comendador da Ordem da Liberdade.

## Equipamento

#### Guitarras
- Hondo 'SG'
- Stagg 'Les Paul'
- Fender Contemporary Stratocaster
- Washburn EC-29 ''Spitfire''
- Gretsch G6122
- Ibanez RG550XH

##### Amplificadores
- Peavey Mace
- Peavey 5150
- EVH 5150

##### Efeitos
- Electro Harmonix Microsynth

No livro «Aqui Xutos & Pontapés», Rolando Rebelo revela que a primeira guitarra elétrica de João Cabeleira foi uma Hondo adquirida em 1979 por 4.500$00, como resultado das poupanças feitas pelo músico, sobretudo provenientes de lembranças de aniversário e de Natal. Posteriormente, o músico viria a comprar - por 8 contos -, uma Stagg 'Les Paul' ao baterista de uma banda com quem tocou antes de ingressar nos Xutos. A história dessa guitarra foi contada pelo músico durante a sua participação na iniciativa «Vamos Falar de Blues», promovida por Budda Guedes, em setembro de 2019, em Braga.
Na foto de capa do disco «Circo de Feras» - datado de 1987 -, o guitarrista enverga já uma Fender Stratocaster de cor preta, pickguard branca e braço em maple. É com este instrumento que faz pelo menos alguns dos concertos da tourné de promoção do álbum.
Por altura do lançamento do trabalho de seguinte, o álbum «88», João Cabeleira passou a usar como instrumento principal uma guitarra Fender, modelo Contemporary Stratocaster, de fabrico japonês, equipada com 1 humbucker, 2 pickups single coil e um sistema de tremolo Fender Schaller. O corpo dessa icónica guitarra é pintado a cinzento escuro metalizado, sendo a pickguard e a headstock pretas, enquanto a escala é em pau rosa. Este instrumento ainda hoje pode ser pontualmente visto em registos ao vivo dos Xutos & Pontapés, nalguns dos temas tocados em modo ‘acústico’.
Porém, a partir do álbum seguinte - «Gritos Mudos» -, a principal guitarra do João passou a ser uma George Washburn EC-29 Spitfire de cor vermelha, com pintura emulando fissuras [crackle finish]. Tratava-se de um instrumento equipado com 2 pickups ativos – um single coil, um humbucker e um tremolo Floyd Rose. Como backup, João Cabeleira possuía ainda duas outras Washburns similares, nas cores preta e azul [embora não fizesse muito uso desta última por não estar equipada com os pickups originais].
Para lá das referidas Fender Contemporary Stratocaster e Washburn EC-29, João Cabeleira costuma tocar em concertos ‘acústicos’ com uma guitarra semi-acústica Gretsch G6122 cor de laranja. No primeiro registo que os Xutos fizeram dentro deste género, editado em 1995 com o nome «Ao Vivo na Antena 3», é visível a parte de trás deste instrumento na fotografia que ilustra o álbum.
Curiosamente, no espetáculo «Febre de Sábado à Noite», apresentado por Júlio Izidro em Matosinhos, em 2006, o guitarrista fez-se acompanhar de uma guitarra Gibson SG sunburst.
Mais tarde, em 2010, foi roubada uma carrinha dos Xutos & Pontapés contendo material de back line da banda no seu interior, nomeadamente, guitarras, baterias e amplificadores. Entre os instrumentos furtados encontravam-se guitarras do João Cabeleira. De acordo com uma notícia então publicada pelo Blitz, a então mulher do músico, Ana Figueiredo [Bastet], dispôs-se a dar uma recompensa monetária a quem devolvesse o material dos Xutos & Pontapés. Porém, esse material nunca viria a ser recuperado. Afortunadamente, o João conseguiu adquirir uma outra Washburn EC-29 vermelha, em tudo igual à que lhe fora roubada, sendo este, atualmente, o seu instrumento de referência.
No teledisco do tema «Tu Também (Há 10.000 Anos Atrás)», apresentado no final de 2013 para promoção do disco «Puro» - que sairia no dia do 35º aniversário da banda [a 13 de janeiro de 2014] -, João Cabeleira aparece a tocar com uma guitarra Ibanez RG550XH, instrumento com 36 trastos.

## Vida Pessoal
Em 1993, João Cabeleira vivia com Iolanda Batista e nesse mesmo ano teve a sua primeira filha. Posteriormente, de um relacionamento com Sandrine de Matos, teve um segundo filho. Mais recentemente, foi casado com Ana Figueiredo, com quem teve uma filha, em 2013.